# Mike Dancis
Miķelis Reinis Dancis, detto Mike (Riga, 10 settembre 1939 – Adelaide, 29 gennaio 2020), è stato un cestista lettone naturalizzato australiano.
Era il fratello di George Dancis.

## Carriera
Con l'Australia ha disputato le Olimpiadi del 1964, segnando 8 punti in 7 partite.